# بوک اسمارت
بوک اسمارت یا بچه درسخون (انگلیسی: Booksmart) یک فیلم آمریکایی در ژانر کمدی به کارگردانی اولیویا وایلد و نویسندگی سارا هاسکینز، سوزانا فوگل، کیتی سیلبرمن و امیلی هلپرن است که در سال ۲۰۱۹ منتشر شد. کیتلین دیور و بنی فلداستین در نقش دو دانش‌آموز دبیرستانی که در آستانه فارغ‌التحصیلی هستند، بازی می‌کنند.

## خلاصه
در استانه فارغ التحصیلی دو دوست تصمیم میگیرند کمتر درس بخوانند و سخت بگیرند و بیشتر تفریح کنند و ان ها تصمیم میگرند در یک شب تمام 4 سال بدون تفریح جبران کنند اما...

## بازیگران
- کیتلین دیور
- جسیکا ویلیامز
- بیلی لورد
- ویل فورته
- جیسون سودیکیس
- لیسا کودرو